# Піт Параду
Пітер "Піт" Пара́ду (англ. Pete Parada) (народився 9 липня 1974 в США) — барабанщик, який був членом кількох відомих музичних груп. Кар'єра на барабанах Параду почалася в 1996 році, коли він приєднався до Steel Prophet і записав альбом з ними рік потому. Згодом він приєднався до Face to Face і Saves the Day, а у 2007 році став новим барабанщиком The Offspring. Параду був також пов'язаний з метал-гуртом Engine і Робом Хелфордом сольного проекту Halford, і в цей час грав на ударних в панк-групі Alkaline Trio. Він був також членом рок-групи з жіночим вокалом Hot Mess.

## Дискографія
| Рік  | Артист/Гурт                   | Альбом                                               | Пісні |
| ---- | ----------------------------- | ---------------------------------------------------- | --- |
| 1997 | Steel Prophet                 | Into the Void (Hallucinogenic Conception)            | Весь альбом |
| 1999 | Engine                        | Engine                                               | Весь альбом |
| 1999 | Face to Face                  | So Why Aren't You Happy? EP                          | Весь альбом |
| 1999 | Face to Face                  | Standards & Practices                                | Весь альбом |
| 1999 | Face to Face                  | Ignorance Is Bliss                                   | Весь альбом |
| 2000 | Ali Handel                    | Dirty Little Secret                                  | Весь альбом |
| 2000 | Face to Face                  | Reactionary                                          | Весь альбом |
| 2000 | Halford                       | Resurrection                                         | "The One You Love to Hate"                                                                                             |
| 2002 | Engine                        | Superholic                                           | Весь альбом |
| 2002 | Face to Face/Dropkick Murphys | Split                                                | Пісні Face to Face |
| 2002 | Face to Face                  | How to Ruin Everything                               | Весь альбом |
| 2003 | Reed Black                    | Ground                                               | Весь альбом |
| 2003 | Saves the Day                 | In Reverie                                           | Весь альбом |
| 2003 | Jackson                       | Jackson                                              | Весь альбом |
| 2004 | Jackson United                | Western Ballads                                      | Весь альбом |
| 2005 | Face to Face                  | Shoot the Moon: The Essential Collection             | Пісні Reactionary і How to Ruin Everything                                                                             |
| 2005 | Death Valley High             | The Similarities Between The Loveless And The Undead | Весь альбом |
| 2006 | Saves the Day                 | Sound the Alarm                                      | Весь альбом |
| 2006 | Saves the Day                 | Bug Sessions Volume One                              | Весь альбом |
| 2008 | Armed For Apocalypse          | Defeat                                               | Весь альбом |
| 2011 | Hot Mess                      | Learn to Sleep With the Light On                     | Весь альбом |
| 2011 | Oceanography                  | EP1                                                  | Весь альбом |
| 2012 | The Offspring                 | Days Go By                                           | "Turning Into You", "Dirty Magic", "Dividing By Zero" і "Slim Pickens Does the Right Thing and Rides the Bomb to Hell" |

## Зовнішні посилання
- Pete Parada Офіційний Сайт
- Pete Parada - BandToBand.com
- Піт Параду на сайті Discogs (англ.)